# Pauropsylla trichaeta
Pauropsylla trichaeta är en insektsart som beskrevs av Franklin William Pettey 1924. Pauropsylla trichaeta ingår i släktet Pauropsylla och familjen spetsbladloppor. Inga underarter finns listade i Catalogue of Life.